# 地下文化
地下文化，或簡稱為「地下」，指的是那些自認或被認為與主流社會及文化有所區別的另類文化群體。「地下」一詞源於過去在嚴酷政權下的抵抗运动或秘密結社，那些運動因必須保密而使用「地下」來形容其隱秘性。
當前，地下文化逐漸涵蓋包括摩德文化、嬉蹦文化、龐克文化、電子音樂/狂歡文化，以及地下嘻哈在內的多種次文化。 

## 歷史
「地下」一詞的起源與「秘密路線網絡」和避難所有關。最初，這一概念源自19世紀的美國地下鐵路，這是一個跨越北美、墨西哥和加勒比海地區的秘密網絡，專門幫助被奴役的奴隸逃亡。此詞也指代那些支持廢奴運動、協助奴隸逃亡的廢奴主義者。隨著歷史的演變，「地下」一詞的含義逐漸拓展。在19世紀末期至20世紀初，地下抵抗运动沿著「改革」的路徑展開。二戰期間，抵抗運動與戰爭中反對暴虐權威的力量密切相關。這些運動的組織通常都是秘密成立的，並通過地下刊物、傳單等形式反抗獨裁政府。
隨著二戰結束，地下這一概念的內涵開始出現分化。儘管依然與反叛常規和提供庇護的理念緊密相連，但其範疇也開始擴展至文化層面。受到曾加入法國地下抵抗運動組織「戰鬥」的詩人，如尚-保羅·沙特和阿尔贝·加缪，以及在美國特別是受到「垮掉的一代」文化的推動。這一代的作家和藝術家拒絕傳統文學敘事的價值觀，並且追求更自由、無拘無束的生活方式。隨著1960年代反文化运动的崛起，「地下」文化也成為了年輕一代抵抗主流文化的一部分，特別是在越南戰爭期間，許多年輕人選擇逃往加拿大以避開徵兵。
隨著「垮掉的一代」過渡到披頭士和嬉皮文化，地下文化逐漸呈現出強烈的風格，反戰與和平抗議的示威運動，尤其在年輕人之間成為社會運動的核心。地下文化後在1967年的「愛之夏」中達到高潮，那時，各種地下出版物和報刊紛紛湧現，並且面臨來自當時保守力量的道德指責。例如，在英國，一些反文化報刊因為發表對警察的批評或支持同性戀權利而受到道德攻擊和法律威脅。隨著地下文化的影響力日益強大，反文化逐漸向主流文化渗透。

### 現代
隨著反文化思想逐漸進入主流社會，許多曾經屬於地下文化的元素已變得更易接觸且被商業化，小眾音樂流派、時尚風格與藝術形式如今被大量推向主流市場，削弱了其真實性。此外，隨著網路的普及，文化產品的獲取變得更加便捷，地下與主流之間的界限逐漸模糊。曾被視為地下的文化現象如今常被融入流行文化，原本定義這些運動的排他性與社群感也因此被稀釋。

## 相關運動/藝術

### 社會運動
- 非裔美國人民權運動
- 對美國介入越南戰爭的反對運動
- 女性主義
- 同性恋解放运动
- 美国印第安运动
- 自由學校運動（英语：Free_school_movement）
- 示威
- 普羅沃

### 音樂
- 地下音樂
- 當代民謠音樂
- 摇滚乐
- 黑金屬音樂
- 嘻哈音樂
- 輾核
- 哥德搖滾
- 浩室音樂
- 科技舞曲
- 工业音乐
- 恐怖龐克（英语：Horror_punk）
- 前衛搖滾
- 迪斯科
- 地下嘻哈
- 硬核朋克
- 噪音音乐

### 文學
- 地下漫画
- 爱好者杂志
- 地下刊物
- 詩歌大滿貫（英语：Poetry slam）
- 另類漫畫（英语：Alternative_comics）
- GARO系（日语：ガロ系）
- 邊緣詩（英语：Poesia_marginal）

## 另見
- 地下偶像
- 新主義（英语：Neoism）
- 次天才教會（英语：Church_of_the_SubGenius）
- 反文化
- 邪典追捧
- 賽博朋克衍生體裁
- 英語地下（英语：English_underground）
- 西方次文化史（英语：History_of_modern_Western_subcultures）
- 《地下室手记》
- 新異教主義
- 情境主义国际
- 布拉格地下文化（英语：Prague_underground_(culture)）
- 蘇聯地下藝術（英语：Soviet_nonconformist_art）
- 烏克蘭地下運動（英语：Ukrainian_underground）
- 地下電影（英语：Underground_film）
- 地下文學聯盟（英语：Underground_Literary_Alliance）

## 外部連結
- 维基共享资源上的相關多媒體資源：地下文化